# Valentin Ivanov (arbitre)
Pour les articles homonymes, voir Valentin Ivanov et Ivanov.
Valentin Valentinovitch Ivanov (en russe : Валентин Валентинович Иванов) est un arbitre international de football et footballeur russe, né le 4 juillet 1961 à Moscou.

## Biographie
Valentin Valentinovitch Ivanov est le fils de Valentin Kozmitch Ivanov, célèbre footballeur et entraîneur russe, et de Lidia Ivanova, championne olympique de gymnastique artistique.
Il a arbitré 180 matches du championnat russe de football, ce qui est un record.
Il reste célèbre pour avoir arbitré le huitième de finale Portugal - Pays-Bas La « Bataille de Nuremberg » au mondial allemand de 2006 où il distribua 16 cartons jaunes et 4 rouges, un record pour une coupe du monde.

## Annexe